# Yolande Bukasa Mabika
Yolande Bukasa Mabika (Bukavu, 8 de septiembre de 1987) es una yudoca originaria de la República Democrática del Congo. Fue seleccionada por el Comité Olímpico Internacional para competir por el Equipo Olímpico de Atletas Refugiados en los Juegos Olímpicos de Río de Janeiro 2016, celebrados en Brasil.

## Vida personal
Es originaria de un área severamente afectada por la segunda guerra del Congo. Durante el conflicto, fue separada de sus padres y llevada a un hogar de niños en Kinshasa. Allí conoció el yudo, un deporte que el gobierno congoleño promovió para los huérfanos.
Pidió asilo político en Brasil, después de viajar allí para competir en el Campeonato Mundial de Judo de 2013 junto con su compañero judoka Popole Misenga. Un ciudadano angoleño los acogió en un barrio de inmigrantes en Río de Janeiro. El Alto Comisionado de las Naciones Unidas para los Refugiados (ACNUR) le otorgó oficialmente el estatuto de refugiado en septiembre de 2014. Vivió en varios hogares en una favela del barrio carioca de Cordovil.

## Yudo
En 2013, se clasificó para el Campeonato Mundial de Judo celebrado en Brasil. Sin embargo, nunca compitió debido a su asilo. En Brasil comenzó a entrenar en el Instituto Reação, una escuela de judo fundada por el medallista de bronce olímpico Flávio Canto y luego entrenó con Geraldo Bernardes en Río de Janeiro. Antes de unirse a Reação en 2015, Mabika incluso durmió en la calle, y trabajó como barrendera y en una fábrica textil. Recibió apoyo y financiación del programa de Solidaridad Olímpica del COI.

### Río de Janeiro 2016
El 3 de junio de 2016, el COI anunció que Mabika sería parte de un equipo de diez atletas seleccionados para competir como parte de un Equipo Olímpico de Refugiados en los Juegos Olímpicos de Verano de 2016 en Río de Janeiro. En el evento femenino de menos de 70 kg, no pudo avanzar en la ronda de 64, perdiendo ante la israelí Linda Bolder, al ser sometida a un estrangulamiento de poco más de un minuto durante la pelea.